# Бэтмен: Последний рыцарь на Земле
«Бэтмен: Последний рыцарь на Земле» (англ. Batman: Last Knight on Earth) — ограниченная серия комиксов, которую в 2019 году издавала компания DC Comics.

## Синопсис
Бэтмен приходит в себя посреди пустыни и обнаруживает отрубленную голову Джокера. Действие происходит в постапокалиптическом будущем, где зло победило.

### Выпуски
| № | Дата выхода     | Оценка на Comic Book Roundup    | Предполагаемый объём продаж (первый месяц) |
| - | --------------- | ------------------------------- | ------------------------------------------ |
| 1 | 29 мая 2019     | 9,3 из 10 на основе 40 рецензий | 113 287, позиция в Северной Америке — 3    |
| 2 | 31 июля 2019    | 9,1 из 10 на основе 33 рецензий | 105 012, позиция в Северной Америке — 6    |
| 3 | 18 декабря 2019 | 9,2 из 10 на основе 18 рецензий | 90 058, позиция в Северной Америке — 3     |

### Сборники
| Название                     | Тип              | Дата выхода     | Собранный материал                | Кол-во страниц | ISBN                      |
| ---------------------------- | ---------------- | --------------- | --------------------------------- | -------------- | ------------------------- |
| Batman: Last Knight on Earth | Твёрдый переплёт | 7 апреля 2020   | Batman: Last Knight on Earth #1-3 | 184            | 9781401294960, 1401294960 |
| Batman: Last Knight on Earth | Мягкая обложка   | 19 октября 2021 | Batman: Last Knight on Earth #1-3 | 184            | 9781779513182, 1779513186 |

## Отзывы
На сайте Comic Book Roundup серия имеет оценку 9,2 из 10 на основе 91 рецензии. Джесс Шедин из IGN дал первому выпуску такой же балл и отметил, что «в этой истории есть всепроникающее чувство обречённости». Кристиан Хоффер из ComicBook.com, обозревая дебют, писал, что Скотт Снайдер и Грег Капулло «раскрывают лучшее друг в друге, когда работают вместе». Рецензент из Newsarama дал первому выпуску оценку 6 из 10 и посчитал, что у комикса «есть потенциал». Борис Блинохватов из журнала «Мир фантастики» включил серию в топ «главных комиксов» про супергероев, вышедших в начале 2021 года на русском языке.